# A géngólem
A géngólem (angolul: Gene-Hive) Brian Aldiss novellája. Az Nebula Science Fiction magazinban jelent meg először 1958 májusában, majd könyv formájában a The Canopy of Time és Galaxies Like Grains of Sand című gyűjteményes kötetekben. Magyarul a Galaktika 60. számában olvasható Damokos Katalin fordításában.

## Történet
|  | Alább a cselekmény részletei következnek! |

A Yinnisfar bolygón a Bartlemeo tengeralattjáró fedélzetén Je Regard főmérnök sugársérülést szenved. Orvosi segítséget kérnek, a segélyhívásra pedig Cyro doktornő válaszol, aki férjével együtt éppen hazafelé tart.
Az orvostudomány aktuális állása szerint a gyógyítás egy mély meditációs állapotban a sejtek és gének szintjén történik. Cyro is így kezd Je Regard kezeléséhez, azonban most valami furcsa dolog történik. Egy mutáns gén támadja meg a páciense sejtjeit és őt magát is, és már ő sem tud menekülni, a két test eggyé válik. Férje, megunva a várakozást, és aggódva feleségéért, egy idő után benyit a szobába, ahol a kezelés zajlik, és ott az ágyon csak a feleségét találja a páciense nélkül. Van azonban valami furcsa a nőben - kétszer akkora, mint korábban volt, és láthatóan nehezére esik beszélni a férjéhez. A férj sem jut ki többé a szobából.
A lény, amely most már három ember sejtjeinek összességéből áll, és mindhármukat egyesíti magában, elhagyja a tengeralattjáró tenger alatti állomását, és a tengeren át a bolygó felszíne felé veszi az irányt.
|  | Itt a vége a cselekmény részletezésének! |

## Megjelenések

### angol nyelven
1. Gene-Hive, Nebula Science Fiction, 1958 május[1]
2. The Canopy of Time, Faber and Faber, 1959[1]
3. Galaxies Like Grains of Sand, Signet, 1960[1]

### magyarul
1. A géngólem; in: Galaktika, 60., 1985, ford.: Damokos Katalin

### olasz nyelven
1. I millenni dei mutanti, Galassia 62, 1966, ford.: Luciano Torri

## Külső hivatkozások
- Angol nyelvű megjelenések az ISFDB-től